# オルデンブルク中央駅

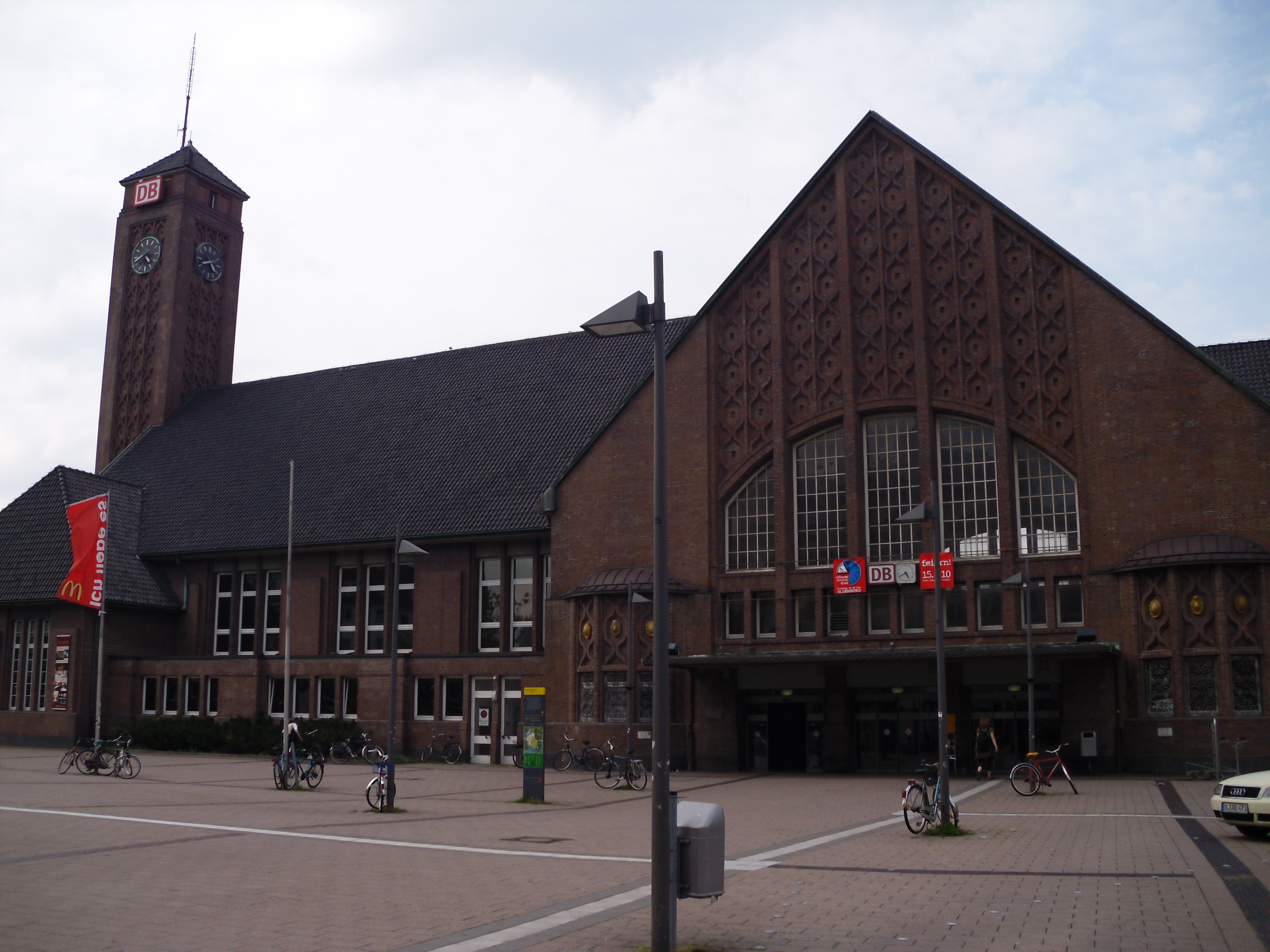
中央口

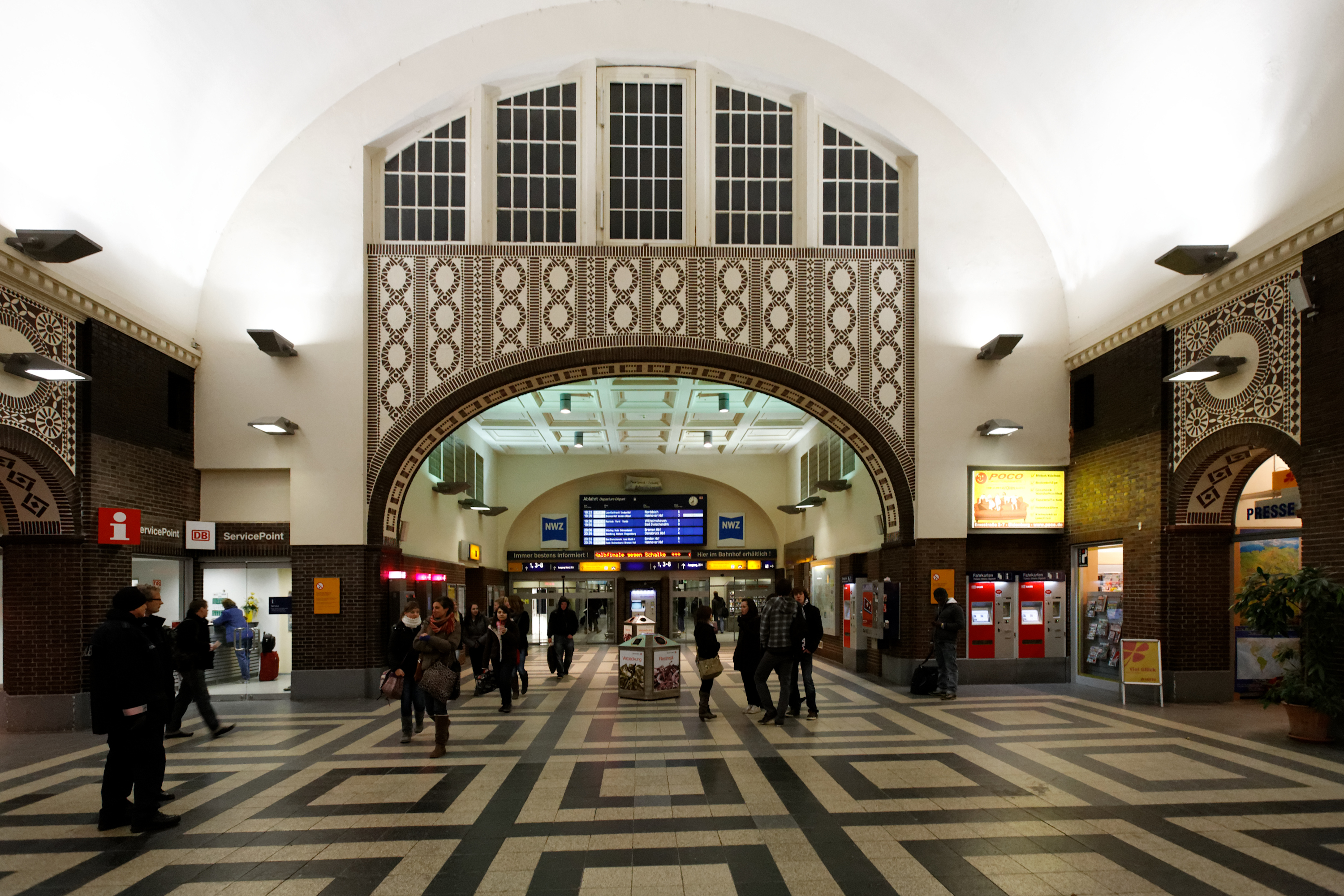
コンコース

オルデンブルク中央駅（オルデンブルクちゅうおうえき、Oldenburg (Oldenburg) Hauptbahnhof、略称： Oldenburg (Oldb) Hbf）はドイツ・ニーダーザクセン州、オルデンブルクにある鉄道駅である。1915年の開業。駅舎の建築様式はユーゲント・シュティール。
ドイツ鉄道の近郊列車（レギオナルエクスプレスやレギオナルバーン）以外にも、ICE、インターシティなどの特急列車が停車する。また、2000年に運行を開始したドイツ最大規模の私鉄、ノルトヴェストバーン（NordWestBahn）が乗り入れる駅でもある。
ブレーメンやハノーファー行きが一時間おきに運行されている。また、本数は少ないものの、ベルリン・ミュンヘン・ライプツィヒ行きの直通列車も出ている。オランダとの国境方面へはノルトダイヒ・モーレ（Norddeich Mole）やエムデン（Emden）などの終着駅行きが出ている。オルデンブルクの北方に位置するヴィルヘルムスハーフェンやエーゼンス（Esens）、南方に位置するオスナブリュックへはノルトヴェストバーンが接続している。
オーフェナーディーク駅（Ofenerdiek）やオステルンブルク駅（Osternburg）の閉鎖以降は、オルデンブルク市内で唯一の鉄道駅である。そのため、「中央駅」という呼称の是非がしばしば疑問視されていたが、2011年に郊外のヴェヒロイ（Wechloy）地区に新駅が開業することになり、名実ともに市の交通網の中心となる運びである。

## 駅概要
- カテゴリー： 1（長距離運輸システム停車駅）
- 駅種： 中間駅
- ホーム数（旅客利用のみ）： 7
- DS100コード：  HOLD